# Lindsaea schomburgkii
Lindsaea schomburgkii är en ormbunkeart som beskrevs av Kl. Lindsaea schomburgkii ingår i släktet Lindsaea och familjen Lindsaeaceae. Inga underarter finns listade.